# تریسی سیوارد
تریسی سیوارد (انگلیسی: Tracey Seaward؛ زاده ۳ مارس ۱۹۶۵) یک تهیه‌کننده است.